# Fernand Cazenave
Fernand Lucien Cazenave (Bérenx, 26 de noviembre de 1924 — Mont-de-Marsan, 11 de enero de 2005) fue un profesor de educación física, rugbista y entrenador francés, que se desempeñó como wing. Representó a Les Bleus de 1950 a 1954 y los dirigió de 1968 a 1973.

## Biografía
En 1973, tras su retiro como entrenador, la Federación Francesa de Rugby (FFR) lo nombró Director Técnico Nacional. Ocupó el cargo hasta 1984 y nombró a Jacques Fouroux entrenador de Les Bleus en 1980.
Escribió el libro La passe, un manual de educación física y virtudes del rugby, que publicó en 1999.
Murió a los 80 años de la enfermedad de Alzheimer, tras luchar tres.

## Carrera
Debutó con la primera del Racing 92 en 1945, jugó con ellos seis temporadas como wing izquierdo y resultó subcampeón del campeonato 1949-50.
En la temporada 1951-52 se cambió al Stade Montois, donde jugó como wing derecho, fue subcampeón del campeonato 1952-53 y se retiró en 1959. Compartió equipo con las estrellas André Boniface, Christian Darrouy y Guy Boniface.

### Entrenador
Al retirarse, inmediatamente comenzó su carrera como técnico del Stade Montois. Entrenó a la mejor generación del club, los hermanos Boniface y Darrouy, e hizo debutar a Benoît Dauga.
Llevó al equipo a la victoria en el campeonato de 1963 y hasta la actualidad es la única vez que el club lo ganó. Además, obtuvo tres conquistas seguidas del Desafío Yves du Manoir y fue récord (posteriormente igualado por el Racing Club Narbonnais).

## Selección nacional
Debutó con Les Bleus en el Torneo de las Cinco Naciones 1950 ante Inglaterra y le marcó su único try con la selección, para la victoria 6-3 en el Estadio Olímpico Yves-du-Manoir.
Cazenave jugó contra los All Blacks en la primera victoria gala, un hito de la rivalidad, en febrero de 1954. Además disputó el Torneo de las Cinco Naciones 1952 y el Torneo de las Cinco Naciones 1954.
Su último partido también lo disputó contra Inglaterra, en 1954 y Francia ganó 11–3. En total disputó seis partidos y marcó un try (valía 3 puntos en aquel entonces).

### Entrenador
En 1968 Jean Pratt se retiró tras ganar el Grand Slam y la FFR eligió a Cazenave como nuevo técnico.
Francia participó de las giras a: Sudáfrica en 1971 (derrota ante los Springboks) y Australia en 1972 (victoria contra los Wallabies). Fue entrenador hasta 1973, cuando fue sustituido por Jean Desclaux. Obtuvo el primer puesto del Cinco Naciones 1970, pero en aquella época compartió el título con Gales (los británicos obtuvieron una diferencia de puntos menor).

## Palmarés
- Campeón del Torneo de las Seis Naciones de 1970.
- Campeón del Top 14 de 1962–63.
- Campeón del Desafío Yves du Manoir de 1960, 1961 y 1962.

| Predecesor: Jean Prat | Entrenador de Francia 1968 − 1973 | Sucesor: Jean Desclaux |